# Stuart Pearce
Stuart Pearce (* 24. dubna 1962 Londýn) je bývalý anglický fotbalista a v současnosti fotbalový trenér. Reprezentoval Anglii v letech 1987–1999, sehrál za ni 78 zápasů a vstřelil v nich pět gólů. Získal s Anglií bronz na mistrovství Evropy roku 1996, krom toho se zúčastnil mistrovství světa 1990 (Angličané skončili na čtvrtém místě) a mistrovství Evropy 1992. Hrál za Wealdstone FC (1978–1983), Coventry City (1983–1985), Nottingham Forest (1985–1997), Newcastle United (1997–1999), West Ham United (1999–2001) a Manchester City (2001–2002). Jako trenér přivedl anglickou jednadvacítku ke druhému místu na mistrovství světa v roce 2009, vedl i výběr Velké Británie na olympijském turnaji v Londýně roku 2012. Krom toho trénoval Manchester City (2005–2007) či Nottingham Forest (2014–2015). Od roku 2017 působí jako asistent trenéra West Ham United. Byl znám jako milovník punkové hudby, navštívil prý například 300 koncertů skupiny The Stranglers. Měl přezdívku Psycho a nazval tak i svou autobiografii. Jeho bratr byl znám jako ultrapravicový aktivista British National Party a i sám Stuart čelil obvinění Paula Ince z rasistických urážek.